# Linia benracka

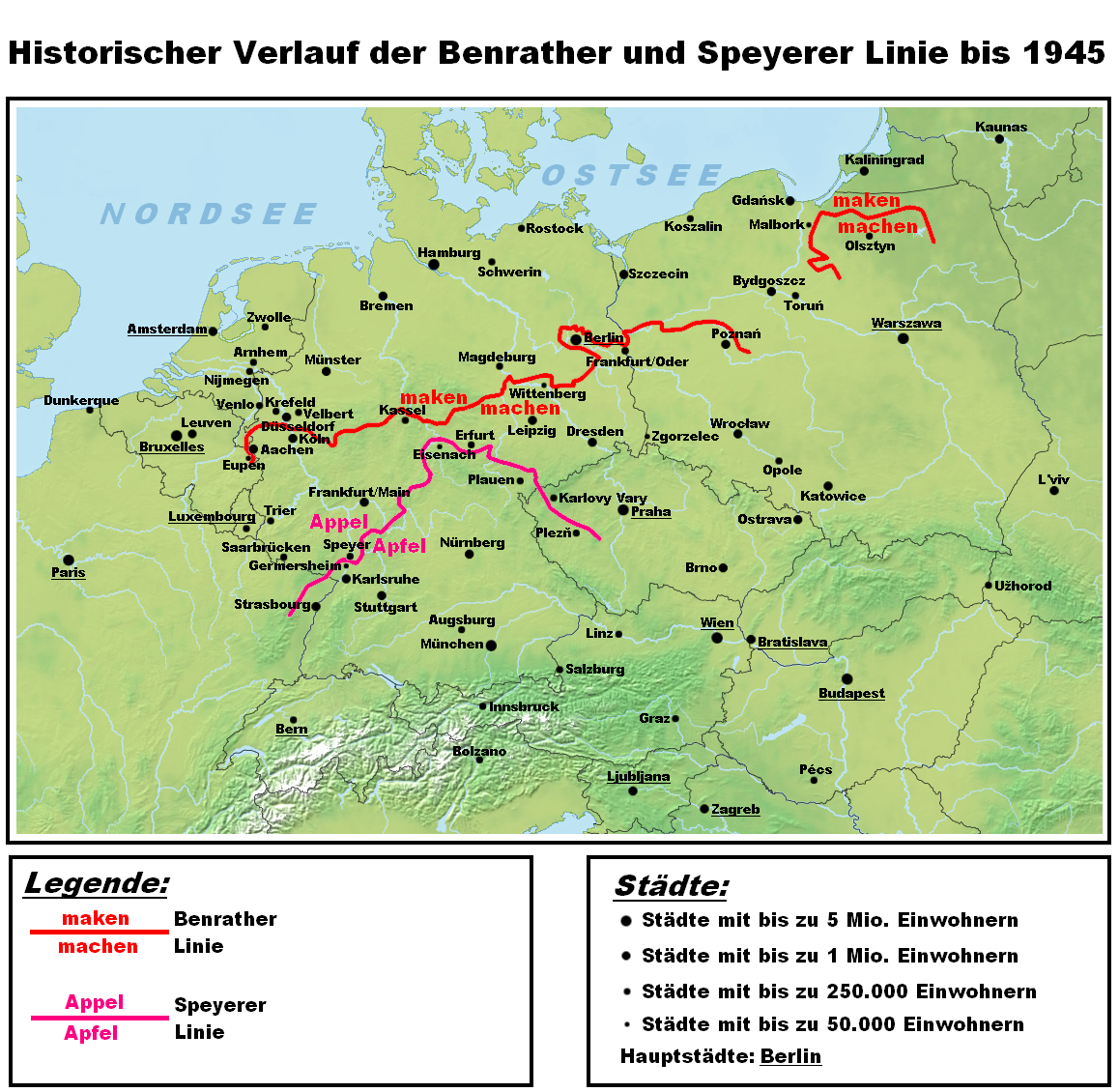
Linia Benrath (izoglosa maken/machen) oraz linia Speyer (Appel/Apfel) na mapie kontynentalnych dialektów zachodniogermańskich

Linia benracka (niem. Benrather Linie) – izoglosa dzieląca trzy  główne grupy dialektów germańskich: dialekty dolno- i wysokoniemieckie i dolnofrankońskie; przebiega od Benrath (od 1929 dzielnica Düsseldorfu) do Frankfurtu nad Odrą.